# Xiang Binxuan
Det här är en artikel om en person med kinesiskt personnamn; Xiang är familjenamnet.
Xiang Binxuan (kinesiska: 向玢璇), född 16 november 2001, är en kinesisk konstsimmare.

## Karriär
I juni 2022 vid VM i Budapest var Xiang en del av Kinas lag som tog guld i både det tekniska och fria programmet. I juli 2023 vid VM i Fukuoka var hon en del av Kinas lag som tog guld i både det fria lagprogrammet och det akrobatiska lagprogrammet. I oktober 2023 vid asiatiska spelen i Hangzhou var Xiang en del av Kinas lag som tog guld i lagtävlingen.
I februari 2024 vid VM i Doha var Xiang en del av Kinas lag som tog guld i det akrobatiska, det fria samt det tekniska lagprogrammet. Vid olympiska sommarspelen 2024 i Paris var hon en del av Kinas lag som tog guld i lagtävlingen. Vid VM 2025 i Singapore var Xiang en del av Kinas lag som tog guld i det fria, tekniska och akrobatiska lagprogrammet.